# Horror Puppet
Horror Puppet (Tourist Trap) è un film del 1979 diretto da David Schmoeller. È stato distribuito nei cinema anche solo con il titolo Puppet.

## Trama
Un gruppo di ragazzi cade nell'agguato di un folle, ossessionato dai manichini.

## Produzione
Il film si distingue per l'atmosfera malata e a tratti magica, dovuta in gran parte alla colonna sonora di Pino Donaggio. Nel cast c'è anche Tanya Roberts, ex interprete di "Julie Rogers" nella serie TV Charlie's Angels, all'epoca in cerca di fortuna cinematografica.